# Mariëlle Paul
Mariëlle Paul (nascida a 5 de novembro de 1966) é uma política holandesa que é membro da Câmara dos Representantes da Holanda desde 2021.
Paul nasceu em Geldrop, na Holanda, numa família paquistanesa de ascendência anglo-indiana. Ela formou-se na Universidade de Leiden em direito internacional.